# Hoàn ngọc trắng
Hoàn ngọc trắng (Tên khoa học: Pseuderanthemum palatiferum), còn có nhiều tên khác như xuân hoa, cây con khỉ..., là một loài thực vật có hoa trong họ Ô rô. Loài này được (Nees) Radlk. ex Lindau miêu tả khoa học đầu tiên năm 1883.

## Hình ảnh

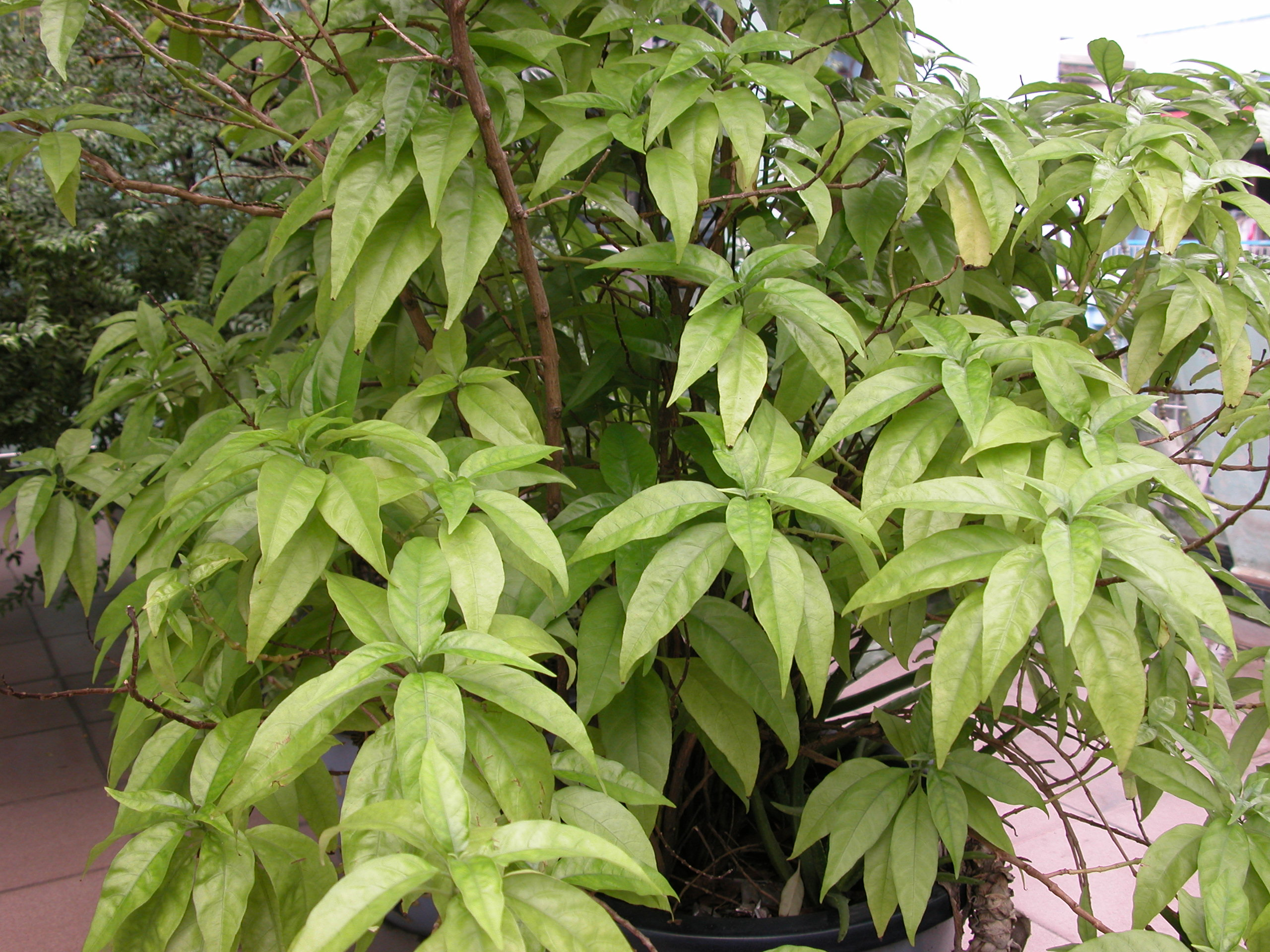
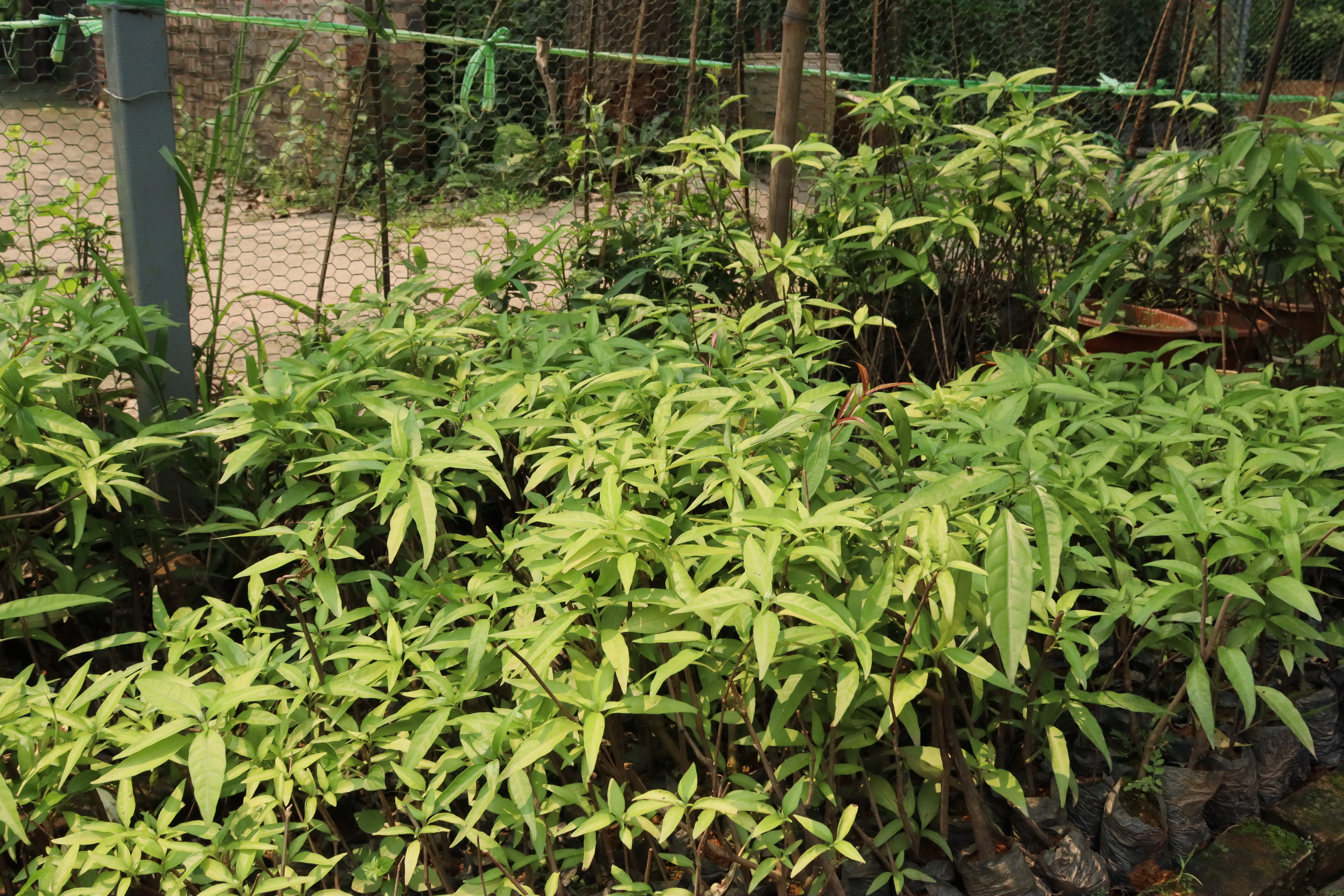
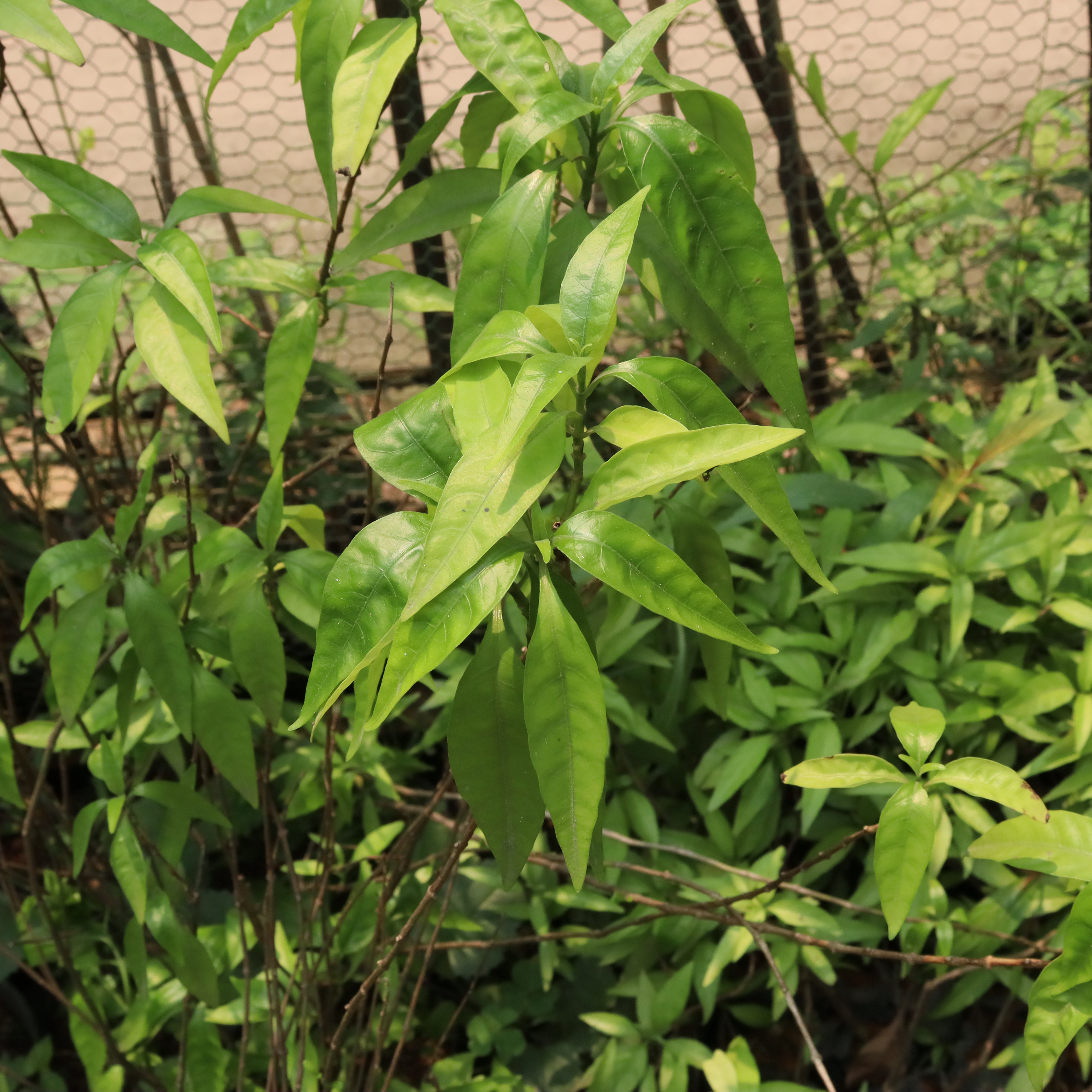
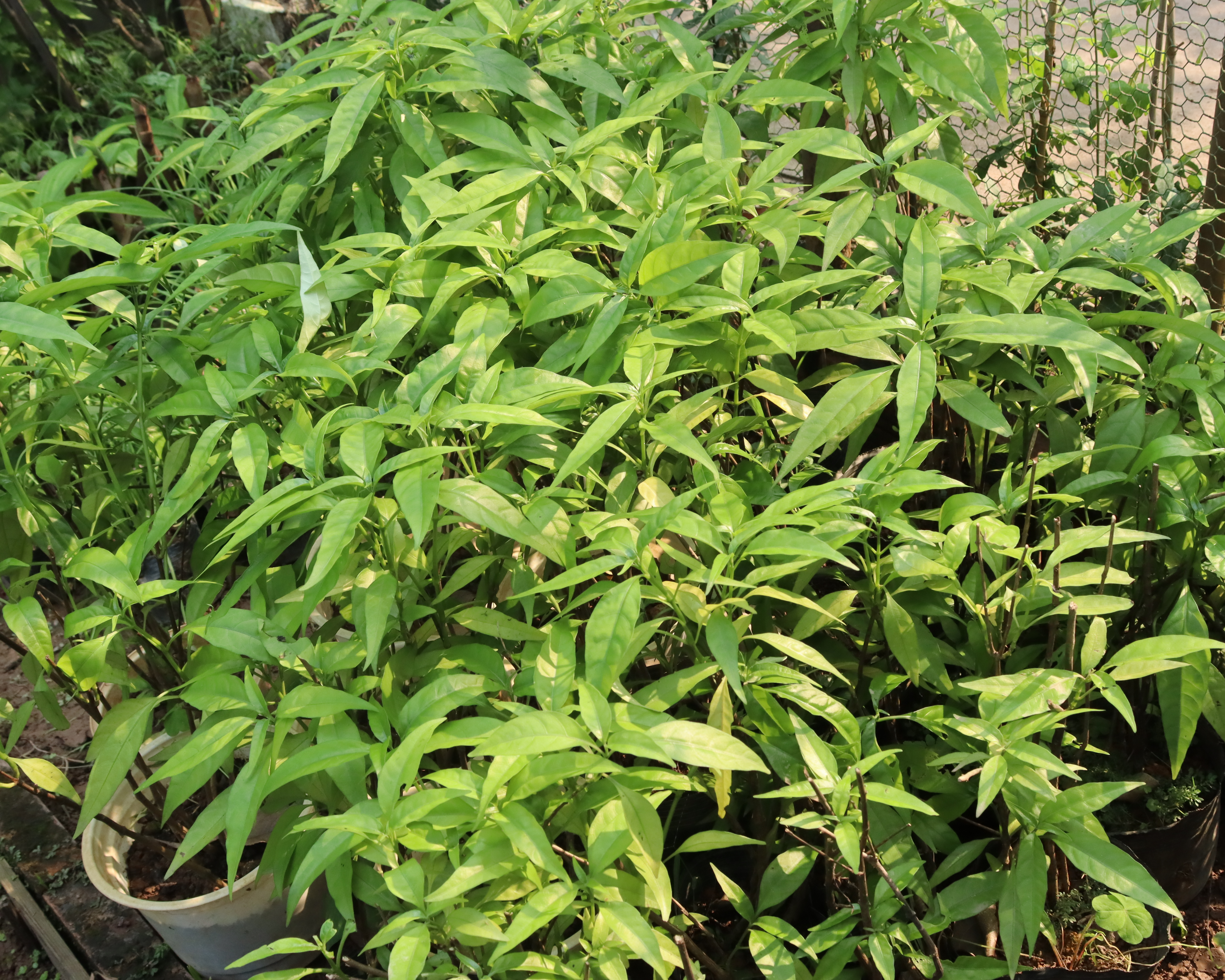
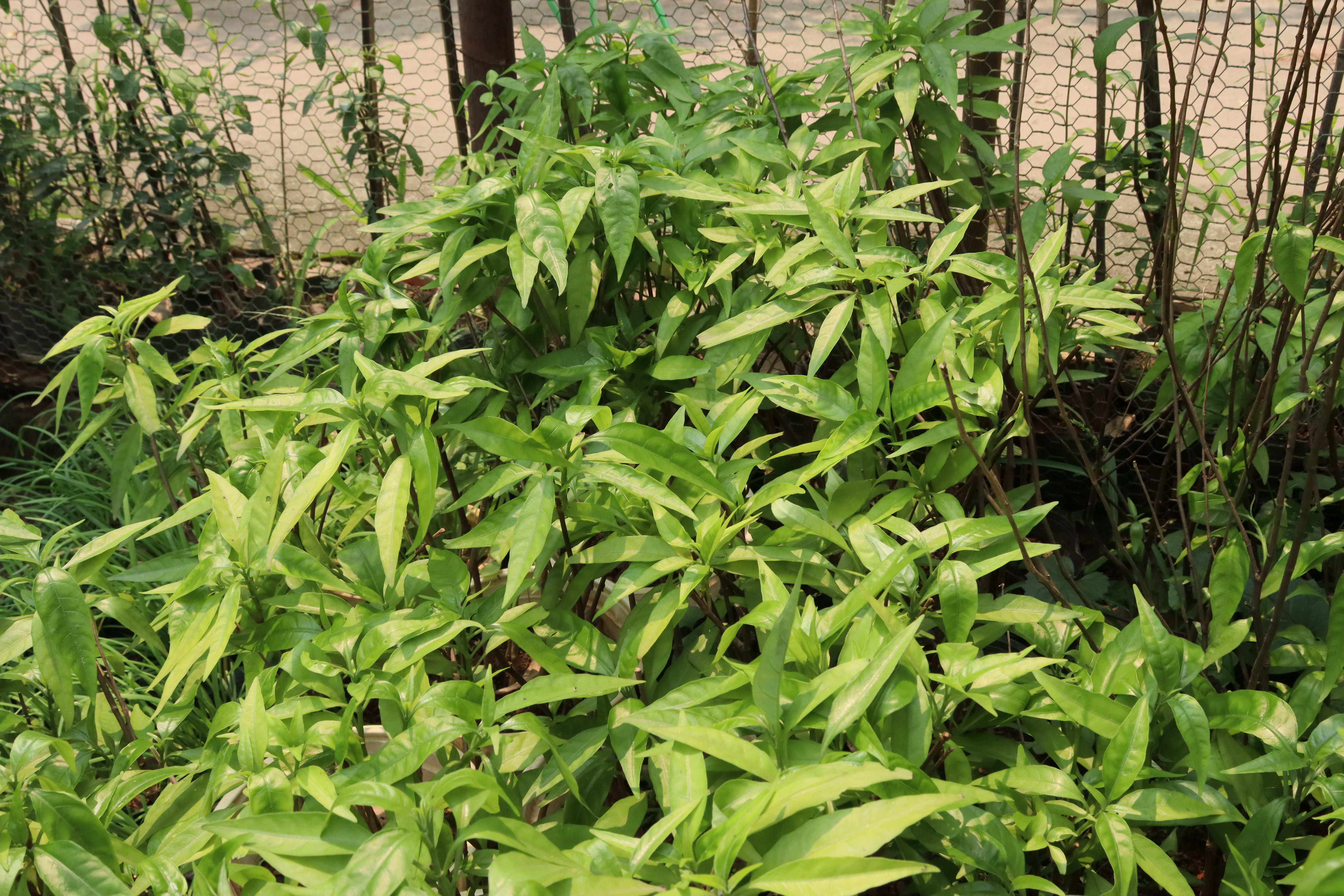